# Motorrad-Weltmeisterschaft 1981
Die Motorrad-WM-Saison 1981 war die 33. in der Geschichte der FIM-Motorrad-Straßenweltmeisterschaft.
In der Klassen  bis 500 cm³ wurden elf, in den Klassen bis 350 cm³ und bis 50 cm³ acht, in den Klassen bis 250 cm³ und bis 125 cm³ zwölf und bei den Gespannen zehn Rennen ausgetragen.

## Punkteverteilung
| Punktewertung | Punktewertung | Punktewertung | Punktewertung | Punktewertung | Punktewertung | Punktewertung | Punktewertung | Punktewertung | Punktewertung | Punktewertung |
| ------------- | ------------- | ------------- | ------------- | ------------- | ------------- | ------------- | ------------- | ------------- | ------------- | ------------- |
| Platz         | 1             | 2             | 3             | 4             | 5             | 6             | 7             | 8             | 9             | 10            |
| Punkte        | 15            | 12            | 10            | 8             | 6             | 5             | 4             | 3             | 2             | 1             |

In die Wertung kamen alle erzielten Resultate.

## 500-cm³-Klasse

### Rennergebnisse
|    | Datum  | Rennen                 | Strecke           | Platz 1           | Platz 2           | Platz 3           | Pole-Position     | Schn. Rennrunde                       |
| -- | ------ | ---------------------- | ----------------- | ----------------- | ----------------- | ----------------- | ----------------- | ------------------------------------- |
| 1  | 26.04. | GP von Österreich      | Salzburgring      | Randy Mamola      | Graeme Crosby     | Hiroyuki Kawasaki | Graeme Crosby     | Randy Mamola                          |
| 2  | 03.05. | 45. GP von Deutschland | Hockenheim        | Kenny Roberts sr. | Randy Mamola      | Marco Lucchinelli | Graeme Crosby     | Kenny Roberts sr.                     |
| 3  | 10.05. | 59. GP der Nationen    | Monza             | Kenny Roberts sr. | Graeme Crosby     | Barry Sheene      | Marco Lucchinelli | Kenny Roberts sr.                     |
| 4  | 17.05. | GP von Frankreich      | Le Castellet      | Marco Lucchinelli | Randy Mamola      | Graeme Crosby     | Marco Lucchinelli | Marco Lucchinelli                     |
| 5  | 31.05. | GP von Jugoslawien     | Rijeka            | Randy Mamola      | Marco Lucchinelli | Kenny Roberts sr. | Marco Lucchinelli | Marco Lucchinelli                     |
| 6  | 27.06. | 51. Dutch TT           | Assen             | Marco Lucchinelli | Boet van Dulmen   | Kork Ballington   | Marco Lucchinelli | Kork Ballington                       |
| 7  | 05.07. | 54. GP von Belgien     | Spa-Francorchamps | Marco Lucchinelli | Kenny Roberts sr. | Randy Mamola      | Marco Lucchinelli | Marco Lucchinelli                     |
| 8  | 12.07. | 1. GP von San Marino   | Imola             | Marco Lucchinelli | Barry Sheene      | Graeme Crosby     | Marco Lucchinelli | Barry Sheene                          |
| 9  | 02.08. | GP von Großbritannien  | Silverstone       | Jack Middelburg   | Kenny Roberts sr. | Randy Mamola      | Graeme Crosby     | Randy Mamola und Kork Ballington      |
| 10 | 09.08. | GP von Finnland        | Imatra            | Marco Lucchinelli | Randy Mamola      | Kork Ballington   | Marco Lucchinelli | Marco Lucchinelli und Jack Middelburg |
| 11 | 16.08. | GP von Schweden        | Anderstorp        | Barry Sheene      | Boet van Dulmen   | Jack Middelburg   | Barry Sheene      | Barry Sheene                          |

### Fahrerwertung
| 1  | Marco Lucchinelli | Suzuki   | 105 |
| 2  | Randy Mamola      | Suzuki   | 94  |
| 3  | Kenny Roberts sr. | Yamaha   | 74  |
| 4  | Barry Sheene      | Yamaha   | 72  |
| 5  | Graeme Crosby     | Suzuki   | 68  |
| 6  | Boet van Dulmen   | Yamaha   | 64  |
| 7  | Jack Middelburg   | Suzuki   | 60  |
| 8  | Kork Ballington   | Kawasaki | 43  |
| 9  | Marc Fontan       | Yamaha   | 25  |
| 10 | Hiroyuki Kawasaki | Suzuki   | 19  |
| 11 | Bernard Fau       | Suzuki   | 14  |
| 12 | Guido Paci        | Yamaha   | 14  |
| 13 | Franco Uncini     | Suzuki   | 12  |
| 14 | Willem Zoet       | Suzuki   | 10  |
| 15 | Seppo Rossi       | Suzuki   | 9   |

| 16 | Giovanni Pelletier | Suzuki | 8 |
| 17 | Michel Frutschi    | Yamaha | 6 |
| 18 | Dave Potter (†)    | Yamaha | 5 |
| 19 | Stuart Avant       | Suzuki | 4 |
| 20 | Sergio Pellandini  | Suzuki | 4 |
| 21 | Ikujiro Takaï      | Yamaha | 3 |
| 22 | Steve Parrish      | Yamaha | 3 |
| 23 | Wil Hartog         | Suzuki | 2 |
|    | Christian Sarron   | Yamaha | 2 |
|    | Franck Gross       | Suzuki | 2 |
| 26 | Kimmo Kopra        | Suzuki | 1 |
|    | Sadao Asami        | Yamaha | 1 |
|    | Keith Huewen       | Suzuki | 1 |
|    | Chris Guy          | Suzuki | 1 |

### Konstrukteurswertung
Der Konstrukteurstitel wurde Suzuki zuerkannt.

## 350-cm³-Klasse

### Rennergebnisse
|   | Datum  | Rennen                  | Strecke      | Platz 1           | Platz 2             | Platz 3             | Pole-Position     | Schn. Rennrunde    |
| - | ------ | ----------------------- | ------------ | ----------------- | ------------------- | ------------------- | ----------------- | ------------------ |
| 1 | 22.03. | GP von Argentinien      | Buenos Aires | Jon Ekerold       | Jean-François Baldé | Carlos Lavado       | Jon Ekerold       | Jon Ekerold        |
| 2 | 26.04. | GP von Österreich       | Salzburgring | Patrick Fernandez | Toni Mang           | Jon Ekerold         | Toni Mang         | Patrick Fernandez  |
| 3 | 03.05. | 45. GP von Deutschland  | Hockenheim   | Toni Mang         | Eric Saul           | Thierry Espié       | Patrick Fernandez | Toni Mang          |
| 4 | 10.05. | 59. GP der Nationen     | Monza        | Jon Ekerold       | Toni Mang           | Massimo Matteoni    | Toni Mang         | Jon Ekerold        |
| 5 | 31.05. | GP von Jugoslawien      | Rijeka       | Toni Mang         | Jon Ekerold         | Carlos Lavado       | Toni Mang         | Toni Mang          |
| 6 | 27.06. | 51. Dutch TT            | Assen        | Toni Mang         | Carlos Lavado       | Jean-François Baldé | Toni Mang         | Toni Mang          |
| 7 | 02.08. | GP von Großbritannien   | Silverstone  | Toni Mang         | Keith Huewen        | Jean-François Baldé | Toni Mang         | Didier de Radiguès |
| 8 | 30.08. | GP der Tschechoslowakei | Masaryk-Ring | Toni Mang         | Jean-François Baldé | Gustav Reiner       | Toni Mang         | Toni Mang          |

### Fahrerwertung
| 1  | Toni Mang           | Kawasaki          | 103 |
| 2  | Jon Ekerold         | Bimota-Yamaha     | 52  |
| 3  | Jean-François Baldé | Kawasaki          | 49  |
| 4  | Patrick Fernandez   | Bimota-Yamaha     | 46  |
| 5  | Carlos Lavado       | Yamaha            | 41  |
| 6  | Keith Huewen        | Yamaha            | 29  |
| 7  | Thierry Espié       | Bimota-Yamaha     | 24  |
| 8  | Jacques Cornu       | Yamaha            | 20  |
| 9  | Eric Saul           | Chevallier-Yamaha | 18  |
| 10 | Graeme McGregor     | Yamaha            | 14  |
| 11 | Graeme Geddes       | Bimota-Yamaha     | 11  |
| 12 | Martin Wimmer       | Yamaha            | 11  |
| 13 | Massimo Matteoni    | Bimota-Yamaha     | 10  |
|    | Gustav Reiner       | Bimota-Yamaha     | 10  |
| 15 | Jeffrey Sayle       | Yamaha            | 10  |
| 16 | Marc Schouten       | Yamaha            | 10  |
| 17 | Didier de Radiguès  | Yamaha            | 8   |
|    | Wolfgang von Muralt | Yamaha            | 8   |

| 19 | Peter Looijesteijn  | Yamaha   | 8 |
| 20 | Pekka Nurmi         | Yamaha   | 6 |
|    | Charlie Williams    | Yamaha   | 6 |
| 22 | Roger Sibille       | Yamaha   | 5 |
|    | Alan North          | Yamaha   | 5 |
| 24 | Reino Eskelinen     | Yamaha   | 4 |
| 25 | Tony Rogers         | Yamaha   | 3 |
| 26 | Eduard Stöllinger   | Kawasaki | 3 |
|    | René Delaby         | Yamaha   | 3 |
| 28 | Tony Head           | Yamaha   | 2 |
|    | Sauro Pazzaglia (†) | Yamaha   | 2 |
|    | Donnie Robinson     | Yamaha   | 2 |
| 31 | Paolo Ferretti      | Yamaha   | 2 |
| 32 | Vincenzo Cascino    | Yamaha   | 1 |
|    | Michel Rougerie (†) | Yamaha   | 1 |
|    | Bengt Elgh          | Yamaha   | 1 |

### Konstrukteurswertung
Der Konstrukteurstitel wurde Kawasaki zuerkannt.

## 250-cm³-Klasse

### Rennergebnisse
|    | Datum  | Rennen                  | Strecke           | Platz 1             | Platz 2             | Platz 3                | Pole-Position       | Schn. Rennrunde    |
| -- | ------ | ----------------------- | ----------------- | ------------------- | ------------------- | ---------------------- | ------------------- | ------------------ |
| 1  | 22.03. | GP von Argentinien      | Buenos Aires      | Jean-François Baldé | Graeme Geddes       | Patrick Fernandez      | Carlos Lavado       | Graeme Geddes      |
| 2  | 03.05. | GP von Deutschland      | Hockenheim        | Toni Mang           | Carlos Lavado       | Roland Freymond        | Toni Mang           | Toni Mang          |
| 3  | 10.05. | 59. GP der Nationen     | Monza             | Eric Saul           | Maurizio Massimiani | Toni Mang              | Toni Mang           | Toni Mang          |
| 4  | 17.05. | GP von Frankreich       | Le Castellet      | Toni Mang           | Thierry Espié       | Carlos Lavado          | Toni Mang           | Thierry Espié      |
| 5  | 24.05. | GP von Spanien          | Jarama            | Toni Mang           | Jean-François Baldé | Carlos Lavado          | Toni Mang           | Toni Mang          |
| 6  | 27.06. | 51. Dutch TT            | Assen             | Toni Mang           | Carlos Lavado       | Patrick Fernandez      | Jean-François Baldé | Toni Mang          |
| 7  | 05.07. | 54. GP von Belgien      | Spa-Francorchamps | Toni Mang           | Carlos Lavado       | Jean-François Baldé    | Toni Mang           | Toni Mang          |
| 8  | 12.07. | 1. GP von San Marino    | Imola             | Toni Mang           | Roland Freymond     | Jean-François Baldé    | Toni Mang           | Toni Mang          |
| 9  | 02.08. | GP von Großbritannien   | Silverstone       | Toni Mang           | Roland Freymond     | Graeme McGregor        | Toni Mang           | Richard Schlachter |
| 10 | 09.08. | GP von Finnland         | Imatra            | Toni Mang           | Jean-François Baldé | Jean-Louis Guignabodet | Toni Mang           | Toni Mang          |
| 11 | 16.08. | GP von Schweden         | Anderstorp        | Toni Mang           | Roland Freymond     | Jean-François Baldé    | Toni Mang           | Toni Mang          |
| 12 | 30.08. | GP der Tschechoslowakei | Masaryk-Ring      | Toni Mang           | Roland Freymond     | Jean-Louis Tournadre   | Toni Mang           | Toni Mang          |

### Fahrerwertung
| 1  | Toni Mang              | Kawasaki                   | 160 |
| 2  | Jean-François Baldé    | Kawasaki                   | 95  |
| 3  | Roland Freymond        | Ad Majora                  | 72  |
| 4  | Carlos Lavado          | Yamaha                     | 56  |
| 5  | Patrick Fernandez      | Bimota-Yamaha              | 43  |
| 6  | Jean-Louis Guignabodet | Kawasaki                   | 36  |
| 7  | Jean-Louis Tournadre   | Yamaha                     | 34  |
| 8  | Martin Wimmer          | Yamaha                     | 33  |
| 9  | Didier de Radiguès     | Yamaha                     | 26  |
| 10 | Richard Schlachter     | Yamaha                     | 25  |
| 11 | Thierry Espié          | Chevallier-Yamaha / Pernod | 24  |
| 12 | Maurizio Massimiani    | Ad Majora                  | 22  |
| 13 | Eric Saul              | Chevallier-Yamaha          | 19  |
| 14 | Paolo Ferretti         | Yamaha                     | 16  |
| 15 | Graeme Geddes          | Yamaha                     | 14  |
| 16 | Jean-Marc Toffolo      | Armstrong-Rotax            | 12  |
| 17 | Christian Estrosi      | Yamaha / Pernod            | 12  |

| 18 | Graeme McGregor    | Yamaha / Kawasaki | 11 |
| 19 | Roger Sibille      | Yamaha            | 11 |
| 20 | Hervé Guilleux     | Siroko-Rotax      | 10 |
| 21 | Pierluigi Conforti | Kawasaki          | 8  |
| 22 | Eduard Stöllinger  | Kawasaki          | 7  |
| 23 | Ángel Nieto        | Siroko-Rotax      | 6  |
|    | Pierre Bolle       | Yamaha            | 6  |
|    | Jeffrey Sayle      | Armstrong         | 6  |
|    | Eero Hyvärinen     | Yamaha            | 6  |
| 27 | Bruno Kneubühler   | Rotax             | 5  |
| 28 | Sito Pons          | Siroko-Rotax      | 4  |
| 29 | Jacques Bolle      | Yamaha            | 4  |
| 30 | Loris Reggiani     | Bimota-Yamaha     | 3  |
| 31 | André Gouin        | Yamaha            | 3  |
| 32 | Steve Tonkin       | Armstrong-Rotax   | 1  |
|    | Bengt Elgh         | Yamaha            | 1  |
|    | Siegfried Minich   | Yamaha            | 1  |

### Konstrukteurswertung
Der Konstrukteurstitel wurde Kawasaki zuerkannt.

## 125-cm³-Klasse

### Rennergebnisse
|    | Datum  | Rennen                 | Strecke      | Platz 1        | Platz 2            | Platz 3            | Pole-Position      | Schn. Rennrunde    |
| -- | ------ | ---------------------- | ------------ | -------------- | ------------------ | ------------------ | ------------------ | ------------------ |
| 1  | 22.03. | GP von Argentinien     | Buenos Aires | Ángel Nieto    | Loris Reggiani     | Jacques Bolle      | Ángel Nieto        | Loris Reggiani     |
| 2  | 26.04. | GP von Österreich      | Salzburgring | Ángel Nieto    | Loris Reggiani     | Pier Paolo Bianchi | Pier Paolo Bianchi | Ángel Nieto        |
| 3  | 03.05. | 45. GP von Deutschland | Hockenheim   | Ángel Nieto    | Stefan Dörflinger  | Hans Müller        | Ángel Nieto        | Ángel Nieto        |
| 4  | 10.05. | 59. GP der Nationen    | Monza        | Guy Bertin     | Loris Reggiani     | Jacques Bolle      | Pier Paolo Bianchi | Guy Bertin         |
| 5  | 17.05. | GP von Frankreich      | Le Castellet | Ángel Nieto    | Guy Bertin         | Pier Paolo Bianchi | Guy Bertin         | Ángel Nieto        |
| 6  | 24.05. | GP von Spanien         | Jarama       | Ángel Nieto    | Iván Palazzese     | Pier Paolo Bianchi | Hans Müller        | Guy Bertin         |
| 7  | 31.05. | GP von Jugoslawien     | Rijeka       | Loris Reggiani | Pier Paolo Bianchi | Hans Müller        | Pier Paolo Bianchi | Pier Paolo Bianchi |
| 8  | 27.06. | 51. Dutch TT           | Assen        | Ángel Nieto    | Loris Reggiani     | Pier Paolo Bianchi | Ángel Nieto        | Pier Paolo Bianchi |
| 9  | 12.07. | 1. GP von San Marino   | Imola        | Loris Reggiani | Ángel Nieto        | Pier Paolo Bianchi | Loris Reggiani     | Ángel Nieto        |
| 10 | 02.08. | GP von Großbritannien  | Silverstone  | Ángel Nieto    | Jacques Bolle      | Hugo Vignetti      | Jacques Bolle      | Ángel Nieto        |
| 11 | 09.08. | GP von Finnland        | Imatra       | Ángel Nieto    | Jacques Bolle      | Maurizio Vitali    | Pier Paolo Bianchi | Hans Müller        |
| 12 | 16.08. | GP von Schweden        | Anderstorp   | Ricardo Tormo  | Guy Bertin         | Iván Palazzese     | Pier Paolo Bianchi | Hugo Vignetti      |

### Fahrerwertung
| 1  | Ángel Nieto         | Minarelli      | 140 |
| 2  | Loris Reggiani      | Minarelli      | 84  |
| 3  | Pier Paolo Bianchi  | MBA            | 84  |
| 4  | Hans Müller         | MBA            | 58  |
| 5  | Jacques Bolle       | Motobécane     | 55  |
| 6  | Guy Bertin          | Sanvenero      | 40  |
| 7  | Iván Palazzese      | MBA            | 37  |
| 8  | Ricardo Tormo       | Sanvenero      | 36  |
| 9  | Maurizio Vitali     | MBA            | 36  |
| 10 | Hugo Vignetti       | MBA            | 30  |
| 11 | Stefan Dörflinger   | MBA            | 27  |
| 12 | Jean-Claude Selini  | MBA            | 18  |
| 13 | Willy Pérez         | MBA            | 15  |
| 14 | August Auinger      | Bartol-MBA     | 14  |
| 15 | Gerhard Waibel      | MBA            | 12  |
| 16 | Johnny Wickström    | MBA            | 10  |
| 17 | Per-Edvard Carlsson | MBA            | 9   |
| 18 | Eugenio Lazzarini   | Iprem          | 8   |
|    | Gert Bender         | Bender Special | 8   |

| 20 | Anton Straver          | MBA       | 8 |
| 21 | Thierry Noblesse       | MBA       | 7 |
| 22 | Henk van Kessel        | EGA       | 7 |
| 23 | Iván Troisi            | MBA       | 5 |
|    | Michel Galbit          | MBA       | 5 |
| 25 | János Drapál           | MBA       | 4 |
|    | Roberto Ruosi          | MBA       | 4 |
| 27 | F. González De Nicolás | MBA       | 3 |
| 28 | Barry Smith            | MBA       | 2 |
|    | Hans-Jürgen Hummel     | MBA       | 2 |
|    | Joe Genoud             | MBA       | 2 |
|    | Maurizio Musco         | MBA       | 2 |
|    | Yves Dupont            | MBA       | 2 |
|    | Jan Bäckström          | MBA       | 2 |
| 34 | Norberto Gatti         | Minarelli | 1 |
|    | Alfred Waibel          | MBA       | 1 |
|    | Michele Ettore         | MBA       | 1 |
|    | Olivier Liégeois       | MBA       | 1 |
|    | Erich Klein            | MBA       | 1 |

### Konstrukteurswertung
Der Konstrukteurstitel wurde Minarelli zuerkannt.

## 50-cm³-Klasse

### Rennergebnisse
|   | Datum  | Rennen                  | Strecke           | Platz 1           | Platz 2            | Platz 3      | Pole-Position     | Schn. Rennrunde   |
| - | ------ | ----------------------- | ----------------- | ----------------- | ------------------ | ------------ | ----------------- | ----------------- |
| 1 | 03.05. | 45. GP von Deutschland  | Hockenheim        | Stefan Dörflinger | Hans-Jürgen Hummel | Rainer Kunz  | Stefan Dörflinger | Stefan Dörflinger |
| 2 | 10.05. | 59. GP der Nationen     | Monza             | Ricardo Tormo     | Stefan Dörflinger  | Hagen Klein  | Stefan Dörflinger | Ricardo Tormo     |
| 3 | 24.05. | GP von Spanien          | Jarama            | Ricardo Tormo     | Stefan Dörflinger  | Yves Dupont  | Ricardo Tormo     | Ricardo Tormo     |
| 4 | 31.05. | GP von Jugoslawien      | Rijeka            | Ricardo Tormo     | Stefan Dörflinger  | Rolf Blatter | Stefan Dörflinger | Ricardo Tormo     |
| 5 | 27.06. | 51. Dutch TT            | Assen             | Ricardo Tormo     | Henk van Kessel    | Rolf Blatter | Stefan Dörflinger | Stefan Dörflinger |
| 6 | 05.07. | 54. GP von Belgien      | Spa-Francorchamps | Ricardo Tormo     | Henk van Kessel    | Theo Timmer  | Ricardo Tormo     | Ricardo Tormo     |
| 7 | 12.07. | 1. GP von San Marino    | Imola             | Ricardo Tormo     | Henk van Kessel    | Theo Timmer  | Ricardo Tormo     | Ricardo Tormo     |
| 8 | 30.08. | GP der Tschechoslowakei | Masaryk-Ring      | Theo Timmer       | Giuseppe Ascareggi | Rainer Kunz  | Stefan Dörflinger | Theo Timmer       |

### Fahrerwertung
| 1  | Ricardo Tormo       | Bultaco   | 90 |
| 2  | Theo Timmer         | Bultaco   | 65 |
| 3  | Stefan Dörflinger   | Kreidler  | 51 |
| 4  | Hans-Jürgen Hummel  | Sachs     | 43 |
| 5  | Hagen Klein         | Kreidler  | 40 |
| 6  | Rolf Blatter        | Kreidler  | 39 |
| 7  | Henk van Kessel     | Kreidler  | 36 |
| 8  | Giuseppe Ascareggi  | Minarelli | 28 |
| 9  | Claudio Lusuardi    | Villa     | 23 |
| 10 | George Looijesteijn | Kreidler  | 21 |
| 11 | Rainer Kunz         | Kreidler  | 20 |
| 12 | Yves Dupont         | ABF       | 14 |

| 13 | Joaquín Galí       | Bultaco  | 11 |
| 14 | Ingo Emmerich      | Kreidler | 10 |
| 15 | Otto Machinek      | Kreidler | 8  |
| 16 | Kasimir Rapczynski | Kreidler | 6  |
| 17 | Pascal Kambourian  | Kreidler | 6  |
| 18 | Gerhard Bauer      | Kreidler | 4  |
| 19 | Günter Schirnhofer | Kreidler | 4  |
| 20 | Jos van Dongen     | Kreidler | 3  |
| 21 | Klaus Kull         | Kreidler | 2  |
| 22 | Chris Baert        | Kreidler | 2  |
| 23 | Herbert Engelhardt | Kreidler | 1  |
|    | Reiner Scheidhauer | Kreidler | 1  |

### Konstrukteurswertung
Der Konstrukteurstitel wurde Bultaco zuerkannt.

## Gespanne (500 cm³)

### Rennergebnisse
|    | Datum  | Rennen                  | Strecke           | Platz 1                         | Platz 2                         | Platz 3                          | Pole-Position                   | Schn. Rennrunde                  |
| -- | ------ | ----------------------- | ----------------- | ------------------------------- | ------------------------------- | -------------------------------- | ------------------------------- | -------------------------------- |
| 1  | 26.04. | GP von Österreich       | Salzburgring      | Jock Taylor / Benga Johansson   | Rolf Biland / Kurt Waltisperg   | Alain Michel / Michael Burkhard  | Alain Michel / Michael Burkhard | Alain Michel / Michael Burkhard  |
| 2  | 03.05. | 45. GP von Deutschland  | Hockenheim        | Alain Michel / Michael Burkhard | Jock Taylor / Benga Johansson   | Werner Schwärzel / Andreas Huber | Rolf Biland / Kurt Waltisperg   | Jock Taylor / Benga Johansson    |
| 3  | 17.05. | GP von Frankreich       | Le Castellet      | Rolf Biland / Kurt Waltisperg   | Jock Taylor / Benga Johansson   | Alain Michel / Michael Burkhard  | Rolf Biland / Kurt Waltisperg   | Rolf Biland / Kurt Waltisperg    |
| 4  | 24.05. | GP von Spanien          | Jarama            | Rolf Biland / Kurt Waltisperg   | Alain Michel / Michael Burkhard | Masato Kumano / Kunio Takeshima  | Rolf Biland / Kurt Waltisperg   | Rolf Biland / Kurt Waltisperg    |
| 5  | 27.06. | 51. Dutch TT            | Assen             | Alain Michel / Michael Burkhard | Jock Taylor / Benga Johansson   | Rolf Biland / Kurt Waltisperg    | Jock Taylor / Benga Johansson   | Alain Michel / Michael Burkhard  |
| 6  | 05.07. | 54. GP von Belgien      | Spa-Francorchamps | Rolf Biland / Kurt Waltisperg   | Jock Taylor / Benga Johansson   | Alain Michel / Michael Burkhard  | Rolf Biland / Kurt Waltisperg   | Alain Michel / Michael Burkhard  |
| 7  | 02.08. | GP von Großbritannien   | Silverstone       | Rolf Biland / Kurt Waltisperg   | Derek Jones / Brian Ayres       | Alain Michel / Michael Burkhard  | unbekannt                       | unbekannt                        |
| 8  | 09.08. | GP von Finnland         | Imatra            | Rolf Biland / Kurt Waltisperg   | Jock Taylor / Benga Johansson   | Werner Schwärzel / Andreas Huber | Rolf Biland / Kurt Waltisperg   | Werner Schwärzel / Andreas Huber |
| 9  | 16.08. | GP von Schweden         | Anderstorp        | Rolf Biland / Kurt Waltisperg   | Alain Michel / Michael Burkhard | Jock Taylor / Benga Johansson    | Rolf Biland / Kurt Waltisperg   | Rolf Biland / Kurt Waltisperg    |
| 10 | 30.08. | GP der Tschechoslowakei | Masaryk-Ring      | Rolf Biland / Kurt Waltisperg   | Alain Michel / Michael Burkhard | Derek Jones / Brian Ayres        | Rolf Biland / Kurt Waltisperg   | Rolf Biland / Kurt Waltisperg    |

### Fahrerwertung
| 1  | Rolf Biland        | Kurt Waltisperg                                                                   | LCR-Yamaha    | 127 |
| 2  | Alain Michel       | Michael Burkhard                                                                  | Seymaz-Yamaha | 106 |
| 3  | Jock Taylor        | Benga Johansson                                                                   | Fowler-Yamaha | 87  |
| 4  | Derek Jones        | Brian Ayres                                                                       | Yamaha        | 53  |
| 5  | Werner Schwärzel   | Andreas Huber                                                                     | Seymaz-Yamaha | 51  |
| 6  | Masato Kumano      | Kunio Takeshima                                                                   | LCR-Yamaha    | 40  |
| 7  | Michel Vanneste    | Serge Vanneste                                                                    | Seymaz-Yamaha | 26  |
| 8  | Egbert Streuer     | Bernard Schnieders bzw. Kenneth Williams bzw. Jouko Leppänen bzw. Charles Vroegop | LCR-Yamaha    | 24  |
| 9  | Mick Boddice       | Chas Birks                                                                        | Yamaha        | 20  |
| 10 | Trevor Ireson      | Clive Pollington                                                                  | Yamaha        | 18  |
| 11 | Jesco Höckert      | Thomas Riedel                                                                     | Busch-Yamaha  | 18  |
| 12 | Albert Giesemann   | Wolfgang Gäbke bzw. Karl Paul                                                     | LCR-Yamaha    | 12  |
| 13 | Peter Campbell     | Dick Goodwin                                                                      | Yamaha        | 10  |
| 14 | Wolfgang Stropek   | Karl Altrichter bzw. Hans-Peter Demling                                           | Yamaha        | 10  |
| 15 | Walter Ohrmann     | Heinz Radomski                                                                    | Yamaha        | 8   |
| 16 | Patrick Thomas     | Jean-Marc Fresc bzw. Harry Hoffmann                                               | Seymaz-Yamaha | 8   |
| 17 | Rolf Steinhausen   | Georg Willmann                                                                    | RSR-Yamaha    | 7   |
| 18 | Göte Brodin        | Billy Gällros                                                                     | Yamaha        | 6   |
| 19 | Siegfried Schauzu  | Wilfried Dietz                                                                    | Yamaha        | 6   |
| 20 | Derek Bailey       | Bob Bryson                                                                        | Yamaha        | 5   |
| 21 | Gérald Corbaz      | Yvan Hunziker                                                                     | Yamaha        | 5   |
| 22 | Walter Talmon-Groß | Ernst Dürrich                                                                     | Yamaha        | 2   |
|    | Piet Huybers       | Karl-Heinz Bucholz                                                                | Yamaha        | 2   |
|    | Dick Greasley      | Stuart Atkinson                                                                   | Yamaha        | 2   |
| 25 | Jo van der Ven     | Tonny Troeyen                                                                     | Yamaha        | 2   |
| 26 | Egon Schons        | Wolfgang Kalauch                                                                  | Yamaha        | 1   |
|    | John Barker        | John Brushwood                                                                    | Yamaha        | 1   |
|    | Bruce Ford-Dunn    | Alistair Pirie                                                                    | Yamaha        | 1   |

### Konstrukteurswertung
Der Konstrukteurstitel wurde Yamaha zuerkannt.